# Protophyta castanea
Protophyta castanea är en fjärilsart som beskrevs av Oswald Beltram Lower 1896. Protophyta castanea ingår i släktet Protophyta och familjen mätare. Inga underarter finns listade i Catalogue of Life.